# Elmore Leonard
Elmore John Leonard Jr. (New Orleans, 11 ottobre 1925 – Detroit, 20 agosto 2013) è stato uno scrittore, sceneggiatore e produttore cinematografico statunitense.

## Biografia
(Elmore Leonard)
Sebbene nato a New Orleans, Leonard visse nella città natale solo in tenera età. Nel 1934, dopo aver abitato in moltissime località come Dallas, Oklahoma City e Memphis (il padre lavorava per la General Motors, cercando località idonee all'apertura di nuove concessionarie di auto), la sua famiglia si trasferì a Detroit, città in cui sarebbero stati ambientati moltissimi suoi romanzi e nei cui sobborghi Leonard risiedette. Di educazione cattolica (e singolari tematiche religiose sarebbero state da lui affrontate in alcuni romanzi come Imbroglio e Il tocco), nel 1943 si arruolò in Marina e combatté nel Pacifico. Tornato in patria alla fine della guerra, approfittò delle agevolazioni universitarie per gli ex combattenti (il cosiddetto GI Bill), e nel 1950 si laureò in lettere e filosofia all'Università di Detroit.
Nel 1950 Leonard si laureò presso l'University of Detroit Mercy in Inglese e Filosofia.
Influenzato da scrittori poco noti in Italia, come Richard Bissell e George V. Higgins, un sostituto procuratore distrettuale di Boston dalla notevole attività di romanziere (suo è il celebrato Gli amici di Eddie Coyle, un caposaldo della narrativa poliziesca che lo stesso Leonard citava come la sua più grande ispirazione e del quale scrisse la prefazione alla ristampa dell'edizione statunitense), Leonard lavorò per molti anni in un'agenzia pubblicitaria, alzandosi alle cinque di mattina per scrivere i propri racconti e romanzi prima di recarsi in ufficio. Esordì nel 1951 con un racconto western, genere diffusissimo sulle riviste popolari degli anni cinquanta. Dal 1951 al 1961 riuscì a piazzare ben ventinove racconti su una decina di diverse riviste. Il suo primo romanzo, sempre western, è The Bounty Hunters, pubblicato nel 1953.
Solo nel 1967 Leonard decise di lasciare il suo lavoro (dal 1961 si era messo in proprio, aprendo un'agenzia pubblicitaria e fornendo testi per brevi film di carattere promozionale e didattico, anche per l'Enciclopedia Britannica) e diventare scrittore a tempo pieno. Nel 1969, con l'inaridirsi del mercato editoriale in campo western, ritenne arrivato il momento di dedicarsi al crime novel scrivendo Il grande salto (The Big Bounce), romanzo che sarebbe riuscito a pubblicare con estrema difficoltà, dopo averlo visto rifiutare da oltre ottanta case editrici. Il grande successo di pubblico giunse solo nel 1985 con il romanzo Casino (Glitz), anche grazie a una calorosa recensione di Stephen King sul New York Times. Saltuariamente, però, Leonard tornò alla narrativa "di frontiera" pubblicando qualche sparso racconto e un romanzo western, come Gunsights, e debuttando nel romanzo storico vero e proprio con Cuba Libre, ambientato a Cuba tra la fine dell'Ottocento e i primi del Novecento.
Leonard vinse il prestigioso premio F. Scott Fitzgerald Literary Award for Achievement in American Literature, tra i cui passati vincitori figurano, tra gli altri, William Styron, John Barth, Joyce Carol Oates, E. L. Doctorow, Norman Mailer, John Updike.
Leonard, che si sposò tre volte (l'ultima nell'agosto 1993), visse per lungo tempo a Bloomfield Hills, una cittadina della Oakland County, nel Michigan. Anche uno dei suoi figli, Peter Leonard, ha intrapreso la carriera di scrittore di polizieschi dopo una lunga attività di pubblicitario, esordendo nel maggio 2008 con il romanzo Brivido (Quiver). Alla fine di luglio del 2013 lo scrittore venne colpito da un ictus che lo portò poi alla morte, avvenuta il 20 agosto dello stesso anno all'età di 87 anni.
Nel 1970 Leonard donò parte dei suoi archivi personali alla biblioteca dell'University of Detroit Mercy.

## Stile e caratteristiche
Leonard è sempre stato considerato un maestro del dialogo ed uno dei suoi tratti distintivi era difatti quello di portare avanti la trama dei suoi libri non tanto attraverso passaggi descrittivi, quanto per mezzo delle conversazioni tra i personaggi. Non a caso la quasi totalità dei suoi libri (fatta eccezione per qualche racconto western degli esordi) è scritta in terza persona.
Per questo aspetto potenzialmente "cinematografico", infatti, numerosi sono i film tratti dai suoi crime novels (così lo stesso Leonard amava definire le proprie opere), anche se gran parte di tali film non seppe ben riprodurre su pellicola il vero spirito dei romanzi originali, fatte salve alcune eccezioni come Jackie Brown di Quentin Tarantino e Out of Sight di Steven Soderbergh.
Ricercatore meticoloso delle ambientazioni e delle atmosfere dei suoi romanzi (per i cui dettagli si avvalse per molti anni del lavoro del "ricercatore" Greg Sutter), Leonard era irresistibilmente attratto dalle modificazioni della cultura popolare e della lingua, cosa che ben si riflette nel suo linguaggio compositivo; ciò, unito ad una narrazione ellittica e costruita sul fitto intreccio cronologicamente non lineare di punti di vista multipli, lo rese uno degli autori più difficili da tradurre efficacemente in altre lingue.
Leonard era uno degli scrittori preferiti di Saul Bellow, così come di Martin Amis, che ne fu intimo amico e lo intervistò più volte, anche in pubblico, definendolo "il Dickens di Detroit". Nel 1991 la BBC realizzò un documentario su di lui, Elmore Leonard's Criminal Records.

## Premi letterari
Questa la lista dei premi letterari di cui fu insignito:
- 1984 - Edgar Award con il romanzo Dissolvenza in nero (La Brava).
- 1985 - Martin Beck Award con il romanzo Dissolvenza in nero (La Brava).
- 1992 - Grand Master Award dei Mystery Writers of America.
- 1992 - Hammett Prize con il romanzo Il massimo della pena (Maximum Bob)
- 1996 - Michigan Author Award.
- 2006 - Cartier Diamond Dagger.
- 2008 - F. Scott Fitzgerald Literary Award for Achievement in American Literature.
- 2009 - Premio Owen Wister.

## Opere

### Romanzi
- 1953 - I cacciatori di scalpi (The Bounty Hunters), (western), La Frontiera, collana "I grandi western", n. 103
- 1954 - The Law at Randado (western)
- 1956 - Escape from Five Shadows (western)
- 1959 - Saber River (Last Stand at Saber River)), (western), La Frontiera, collana "I grandi western", n.130
- 1961 - Hombre (Hombre) (western), La Frontiera, collana "I grandi western", n. 75
- 1969 - All'ultima goccia (The Moonshine War), Arnoldo Mondadori Editore Altri Misteri (ISBN 8804324465)
- 1970 - Arriva Valdez (Valdez Is Coming) (western), Longanesi, collana "I grandi western", n. 56
- 1972 - Quaranta frustate meno una (Forty Lashes Less One) (western), Einaudi, 2017
- 1974 - Tre falchi e una colomba (52 Pick-Up), Editoriale Corno, poi ritradotto come 52 gioca o muori, Sperling & Kupfer (ISBN 8878241903)
- 1974 - Mr. Majestyk
- 1977 - The Hunted
- 1979 - Gunsights (western)
- 1980 - Sfida a Detroit (City Primeval: High Noon in Detroit)
  - Mystbooks, Arnoldo Mondadori Editore (ISBN 8804336269)
  - Oscar Bestsellers, n. 299
- 1980 - Costa dorata (Gold Coast)
  - Mystbooks n. 27, Arnoldo Mondadori Editore (ISBN 8804348402)
  - Il Giallo Mondadori n. 2307
- 1981 - Split Images
- 1982 - Cat Chaser, Einaudi (ISBN 9788806179199)
- 1983 - Dissolvenza in nero (LaBrava), Sperling & Kupfer (ISBN 8878242594) Edgar Award 1984
- 1985 - Casino (Glitz), Sperling & Kupfer (ISBN 8878240389)
- 1987 - Imbroglio (Bandits), Sperling & Kupfer (ISBN 8820007959)
- 1987 - Il tocco (Touch), Sperling & Kupfer (ISBN 8820011964)
- 1988 - Freaky Deaky (Freaky Deaky), Einaudi (ISBN 9788806189822)
- 1989 - Il Corvo (Killshot), Arnoldo Mondadori Editore Interno Giallo (ISBN 8835600197); poi ritradotto come Killshot, Einaudi 2009 (ISBN 9788806180430)
- 1991 - Il massimo della pena (Maximum Bob) Interno Giallo Iperfiction (ISBN 880437327X)
- 2000 - Che razza di coppia (Pagan Babies), Marco Tropea (ISBN 8843803026), poi NET (ISBN 9788851522742)
- 2003 - Tishomingo Blues (Tishomingo Blues), Einaudi (ISBN 9788806166229)
- 2004 - Un coyote a Hollywood (A Coyote's in the House), romanzo per ragazzi Arnoldo Mondadori Editore (ISBN 9788804536864)
- 2005 - Mr Paradise (Mr. Paradise), Einaudi (ISBN 9788806172633)
- 2010 - Gibuti (Djibouti), Einaudi (ISBN 9788806208745)

#### Serie di Jack Ryan, Frank Ryan ed Ernest Stickley Jr.
1. The Big Bounce, 1969
  - Il grande salto, Einaudi (ISBN 8806168908)
2. Swag, 1976
3. Unknown Man No. 89, 1977
  - Lo sconosciuto n. 89, Il Giallo Mondadori n. 1590
  - Lo sconosciuto n. 89, Interno Giallo Edgar (ISBN 883560172X)
  - Lo sconosciuto n. 89, Einaudi (ISBN 8806202286), nuova traduzione integrale
4. Stick, 1983

#### Serie di Chili Palmer
1. Get Shorty, 1990
  - La scorciatoia, Interno Giallo IperFiction (ISBN 8835600499)
  - La scorciatoia, Il Giallo Mondadori n. 2537
  - La scorciatoia, Marco Tropea (ISBN 8843801759)
2. Be Cool, 1999
  - Chili con Linda, Marco Tropea (ISBN 8843802402)
  - Chili con Linda, NET (ISBN 9788851522414)

#### Serie di Raylan Givens
1. 1993 - Pronto (Pronto)
  - Arnoldo Mondadori Editore Interno giallo (ISBN 8804385227)
2. 1995 - A caro prezzo (Riding the Rap), Baldini Castoldi Dalai (ISBN 9788880896760)
3. 2001 - Fuoco in buca (Fire in the Hole), racconto incluso in Quando le donne aprono le danze
4. 2013 - Raylan (Raylan, a novel)), Einaudi (ISBN 9788806212308)

#### Serie di Virgil, Carl e Ben Webster
1. 1998 - Cuba Libre (Cuba Libre)
  - Marco Tropea (ISBN 8843801619)
  - NET (ISBN 8851521921)
2. 2002 - Tenkiller
  - racconto incluso in Quando le donne aprono le danze
3. 2005 - Hot Kid (The Hot Kid)
  - Einaudi (ISBN 9788806179731)
4. 2005 - Comfort to the Enemy (romanzo breve, uscito in 14 puntate per il New York Times e poi ristampato in volume solo in Gran Bretagna; la prima edizione statunitense in volume è dell'ottobre 2010)
5. 2007 - Su nella stanza di Honey (Up in Honey's Room)
  - Einaudi (ISBN 9788806197636)

#### Serie di Jack Foley
1. 1996 - Fuori dal gioco (Out of Sight)
  - Baldini Castoldi Dalai (ISBN 9788880896777)
  - ritradotto come Out of Sight, Einaudi (ISBN 9788806175818)
2. 2009 - Road Dogs (Road Dogs), Einaudi (ISBN 9788806197964)

#### Serie di Ordell Robbie e Louis Gara
1. 1978 - Scambio a sorpresa (The Switch), Il Giallo Mondadori n. 1670
2. 1992 - Punch al rum (Rum Punch)
  - tradotto precedentemente con il titolo Jackie Brown, NET (ISBN 9788851521332)

### Raccolte di romanzi
- 1977 - Elmore Leonard's Dutch Treat (comprende The Hunted, Swag e Mr. Majestyk)
- 1986 - Elmore Leonard's Double Dutch Treat (comprende All'ultima goccia, Costa dorata e Sfida a Detroit)
- 1992 - Three Complete Novels (comprende Dissolvenza in nero, Cat Chaser e Split Images)
- 1998 - Elmore Leonard's Western Roundup #1 (comprende I cacciatori di scalpi, Forty Lashes Less One e Gunsights)
- 1998 - Elmore Leonard's Western Roundup #2 (comprende Escape from Five Shadows, Saber River e The Law at Randado)
- 1998 - Elmore Leonard's Western Roundup #3 (comprende Arriva Valdez e Hombre)

### Racconti

#### Raccolte di racconti
- 1998 - The Tonto Woman and Other Western Stories (western); antologia di 19 racconti western, tutti presenti anche in The Complete Western Stories
- 2003 - Quando le donne aprono le danze (When the Women Come Out to Dance), Einaudi (ISBN 9788806169664)
- 2004 - Tutti i racconti western (The Complete Western Stories; comprende tutti i racconti western di Leonard dal 1951 al 1994 escluso The Treasure at Mungo's Landing, considerato perduto e riscoperto solo a volume già pubblicato), Einaudi (ISBN 9788806193010); il racconto è stato poi incluso nella ristampa statunitense in edizione economica
- 2006 - Moment of Vengeance and Other Stories (antologia dei racconti western, prima parte)
- 2006 - Blood Money and Other Stories (antologia dei racconti western, seconda parte)
- 2006 - Three-Ten to Yuma and Other Stories (antologia dei racconti western, terza parte)
- 2006 - Trail of the Apache and Other Stories (antologia dei racconti western, quarta parte)
- 2007 - The Complete Western Stories (edizione in brossura; comprende anche, per la prima volta, The Treasure at Mungo's Landing)

#### Racconti non antologizzati
- 1951 - La pista apache (Trail of the Apache) (western; titolo originale: Apache Agent)
- 1952 - L'amuleto (Apache Medicine) (western; titolo originale: Medicine)
- 1952 - Otto giorni da Willcox (You Never See Apaches...) (western; titolo originale: Eight Days from Willcox)
- 1952 - I diavoli rossi (Red Hell Hits Canyon Diablo! (western; titolo originale: First Patrol, poi Tizwin)
- 1952 - La moglie del colonnello (The Colonel's Lady) (western; titolo originale: Road to Inspiration)
- 1952 - La legge dei perseguitati (Law of the Hunted Ones) (western; titolo originale: Outlaw Pass)
- 1952 - Stivali d'ordinanza (Cavalry Boots) (western)
- 1953 - La miniera del frate (Under the Friar's Ledge) (western)
- 1953 - Ladri di bestiame (The Rustlers) (western; titolo originale: Along the Pecos)
- 1953 - Quel treno per Yuma (Three-Ten to Yuma) (western; già uscito con altra traduzione in Il binario del delitto, Arnoldo Mondadori Editore (Inverno Giallo '98)
- 1953 - Caccia grossa (The Big Hunt) (western; titolo originale: Matt Gordon's Boy)
- 1953 - Notte senza fine (The Long Night) (western)
- 1953 - Il ragazzo che sorrideva (The Boy Who Smiled) (western)
- 1953 - Maniere forti (The Hard Way) (western)
- 1953 - L'ultimo colpo (The Last Shot) (western; titolo originale: A Matter of Duty)
- 1953 - Il baro (Blood Money) (western; titolo originale: Rich Miller's Hand)
- 1953 - Stazione di cambio (Trouble at Rindo's Station) (western; titolo originale: Rindo's Station)
- 1954 - La corda al collo (Saint with a Six-Gun) (western; titolo originale: The Hanging of Bobby Valdez)
- 1955 - I tre banditi (The Captives) (western)
- 1955 - L'uomo sbagliato (No Man's Guns) (western; titolo originale: Going Home)
- 1955 - La donna di Tascosa (The Rancher's Lady) (western; titolo originale: The Woman from Tascosa)
- 1955 - Dietro le sbarre (Jugged) (western; titolo originale: The Boy from Dos Cabezas)
- 1956 - Il momento della vendetta Moment of Vengeance (western; titolo originale: The Waiting Man)
- 1956 - L'uomo con un braccio solo (Man with the Iron Arm) (western; titolo originale: The One-Arm Man)
- 1956 - Il giorno più lungo (The Longest Day of His Life) (western)
- 1956 - Nagual (The Nagual) (western; titolo originale: The Accident of John Stam's)
- 1956 - La camicia rossa (The Kid) (western; titolo originale: The Gift of Regalo)
- 1958 - The Treasure of Mungo's Landing (western; titolo originale: Fury at 4-Turnings; uscito solo su rivista, e ristampato solo nell'edizione paperback di The Complete Western Stories)
- 1959 - The Bull Ring at Blisston (uscito solo su rivista, e mai più ristampato)
- 1961 - Buoni e cattivi (Only Good Ones) (western; poi trasformato nel primo capitolo del romanzo Arriva Valdez)
- 1982 - La donna Apache (The Tonto Woman) (western; già uscito con altra traduzione in Quando le donne aprono le danze, Einaudi (ISBN 9788806169664)
- 1994 - Il ritorno dell'eroe (Hurrah for Capt. Early) (western; già uscito con altra traduzione e col titolo Urrà per il capitano Early in Quando le donne aprono le danze)
- 1996 - Karen fa colpo (Karen Makes Out), in Black Kiss. 16 storie gialle, Arnoldo Mondadori Editore Super Blues (ISBN 8804416084), poi come Karen e Carl in Quando le donne aprono le danze
- 1996 - The Odyssey (capitolo del romanzo collettivo Naked Came the Manatee, scritto con Carl Hiaasen, James W. Hall, Dave Barry, Edna Buchanan, Les Standiford, Paul Levine, Carolina Hospital, Evelyn Mayerson, Tananarive Due, Brian Antoni, Vicki Hendricks, John DuFresne)
- 1999 - Scintille (Sparks) in Omicidio e ossessione, antologia a cura di Otto Penzler, Sperling & Kupfer, poi in Quando le donne aprono le danze
- 1999 - Al Buena Vista si tira a campare (Hanging Out at the Buena Vista) scritto per la rivista "USA Weekend", poi in Quando le donne aprono le danze
- 2001 - Fuoco in buca (Fire in the Hole) (racconto lungo, uscito per la prima volta sotto forma di e-book), poi in Quando le donne aprono le danze
- 2001 - Charlie Hoke "Chicasaw" (Chickasaw Charlie Hoke), in Quando le donne aprono le danze
- 2002 - Quando le donne aprono le danze (When the Women Come Out to Dance), uscito in prima edizione italiana su Il Venerdì di Repubblica, poi in Quando le donne aprono le danze, e anche in Gli occhi della paura, antologia a cura di Michael Connelly, Piemme (ISBN 8838454523)
- 2002 - Tenkiller (Tenkiller), in Quando le donne aprono le danze
- 2003 - Come Carlos Webster cambiò il proprio nome in Carl e divenne un famoso sceriffo dell Oklahoma (Showdown at Checotah: How Carlos Webster Changed his Name to Carl and Became a Famous Lawman), (poi confluito nel romanzo Hot Kid), in La super raccolta di storie d'avventura, antologia a cura di Michael Chabon, Arnoldo Mondadori Editore (ISBN 8804530146)
- 2005 - Louly e Pretty Boy (Louly and Pretty Boy), (poi confluito nel romanzo Hot Kid), in Donne pericolose, antologia a cura di Otto Penzler, Piemme (ISBN 8838410909) e in Tracce d'America, antologia a cura di Scott Turow, Arnoldo Mondadori Editore

### Saggi
- 1991 - Notebooks (resoconto, in edizione limitata, di un viaggio da Detroit a Los Angeles durante la preparazione del romanzo Imbroglio)
- 2007 - Elmore Leonard's 10 Rules of Writing

## Filmografia
Film e telefilm sceneggiati o prodotti da Leonard, oppure tratti dai suoi romanzi.
- Moment of Vengeance (episodio n° 90 della serie TV Schlitz Playhouse of Stars, trasmesso il 28 settembre 1956); regia di Alvin Ganzer (1956); interpreti: Angie Dickinson, Ward Bond, Gene Nelson
- I tre banditi (The Tall T); regia di Budd Boetticher (1957); interpreti: Randolph Scott, Richard Boone, Maureen O'Sullivan
- Quel treno per Yuma (3:10 to Yuma); regia di Delmer Daves (1957); interpreti: Van Heflin, Glenn Ford
- Hombre (Hombre); regia di Martin Ritt; interpreti: Paul Newman, Fredric March (1967)
- Io sono perversa (The Big Bounce); regia di Alex March (1969); interpreti: Ryan O'Neal, Leigh Taylor-Young
- I contrabbandieri degli anni ruggenti (The Moonshine War). Soggetto e sceneggiatura; regia di Richard Quine (1970); interpreti: Patrick McGoohan, Richard Widmark
- Io sono Valdez (Valdez is Coming); regia di Edwin Sherin (1971); interpreti: Burt Lancaster
- Joe Kidd (Joe Kidd). Soggetto originale e sceneggiatura; regia di John Sturges (1972); interpreti: Clint Eastwood, Robert Duvall
- A muso duro (Mr. Majestyk). Soggetto e sceneggiatura; regia di Richard Fleischer (1974); interpreti: Charles Bronson, Al Lettieri
- High Noon, Part II: The Return of Will Kane (Film TV). Soggetto e sceneggiatura; regia di Jerry Jameson (1980); interpreti: Lee Majors, David Carradine
- I guerrieri del vento (The Ambassador). Tratto da 52 gioca o muori; regia di J. Lee Thompson (1984); interpreti: Robert Mitchum, Rock Hudson
- Scherzare col fuoco, o Stick: plotoni d'assalto (Stick). Soggetto e sceneggiatura, scritta con Joseph C. Stinson; regia di Burt Reynolds (1985); interpreti: Burt Reynolds, Candice Bergen, George Segal
- 52 gioca o muori (52 Pick-Up). Soggetto e sceneggiatura, scritta con John Steppling; regia di John Frankenheimer (1986); interpreti: Roy Scheider, Ann-Margret
- Desperado: Badlands Justice (TV; episodio della serie Desperado); regia di Virgil W. Vogel (1987); interpreti: Alex McArthur, Yaphet Kotto
- I delitti del rosario (The Rosary Murders) (sceneggiatura, scritta con Fred Walton, del romanzo omonimo di William X. Kienzle); regia di Fred Walton (1987); interpreti: Charles Durning, Donald Sutherland
- Glitz (Glitz) (Film TV); regia di Sandor Stern (1988); interpreti: Jimmy Smits, Markie Post
- Oltre ogni rischio (Cat Chaser). Soggetto e sceneggiatura, scritta con Joe Borrelli; regia di Abel Ferrara (1989); interpreti: Peter Weller, Kelly McGillis
- Terra selvaggia (Border Shootout)[5] (Film TV); regia di Chris McIntyre (1990); interpreti: Michael Forrest, Cody Glenn
- Elmore Leonard's Criminal Records. Documentario prodotto dalla BBC; regia di Mike Dibb (1991)
- Split Images (Film TV); regia di Sheldon Larry (1992); interpreti: Gregory Harrison, Robert Collins
- Get Shorty (Get Shorty); regia di Barry Sonnenfeld (1995); interpreti: John Travolta, Danny DeVito, Rene Russo
- Ultima fermata Saber River (Last Stand at Saber River) (Film TV). Soggetto e sceneggiatura, scritta con Ronald M. Cohen; regia di Dick Lowry (1997); interpreti: Tom Selleck, Keith Carradine
- Touch (Touch); regia di Paul Schrader (1997); interpreti: LL Cool J, Gina Gershon
- Pronto (Pronto) (Film TV); regia di Jim McBride (1997); interpreti: Peter Falk, Sergio Castellitto
- Ricatto senza fine (Elmore Leonard's Gold Coast) (Film TV); regia di Peter Weller (1997); interpreti: David Caruso, Wanda De Jesus
- Jackie Brown (Jackie Brown); regia di Quentin Tarantino (1997); interpreti: Pam Grier, Robert De Niro, Samuel L. Jackson; Leonard è anche produttore esecutivo
- Out of Sight (Out of Sight); regia di Steven Soderbergh (1998); interpreti: George Clooney, Jennifer Lopez
- Maximum Bob (serie TV) - 7 episodi (1998); interpreti: Beau Bridges
- Karen Sisco (serie TV) - 10 episodi (2003); interpreti: Carla Gugino
- Brivido biondo (The Big Bounce); regia di George Armitage (2004); interpreti: Owen Wilson, Morgan Freeman
- Be Cool (Be Cool); regia di F. Gary Gray (2005); interpreti: John Travolta, Uma Thurman, Danny DeVito, Harvey Keitel; Leonard è anche produttore esecutivo
- Quel treno per Yuma (3-10 to Yuma), rifacimento del film del 1957; regia di James Mangold (2007); interpreti: Russell Crowe, Christian Bale
- The Tonto Woman (cortometraggio, candidato al premio Oscar nel 2007); regia di Daniel Barber (2007); interpreti: Charlotte Asprey, Francesco Quinn
- Killshot, regia di John Madden (2009); interpreti: Mickey Rourke, Diane Lane, Joseph Gordon-Levitt; Leonard è anche produttore esecutivo
- Sparks; regia di Joseph Gordon-Levitt (2009); interpreti: Carla Gugino, Eric Stoltz
- Freaky Deaky; regia di Charles Matthau (2012); interpreti: Sienna Miller, Christian Slater, Michael Jai White; Leonard è anche produttore esecutivo
- Justified (serie TV) (2010); interpreti: Timothy Olyphant, Walton Goggins; Leonard è anche produttore esecutivo